# ゴッド・アンド・モンスター
『ゴッド・アンド・モンスター』（Gods and Monsters ）は1998年のアメリカ合衆国の伝記映画。監督はビル・コンドン、出演はイアン・マッケランとブレンダン・フレイザーなど。1931年の映画『フランケンシュタイン』などで知られる映画監督ジェームズ・ホエールの晩年を描いている。原作はクリストファー・ブラムの小説『Father of Frankenstein』。
脚本も手がけた監督のビル・コンドンがアカデミー脚色賞を受賞したほか、多数の映画賞を受賞している。
第11回ゆうばり国際ファンタスティック映画祭出品作。

## ストーリー
かつてホラー映画で旋風を巻き起こしたジェームズ・ホエールは、業界からも引退し、今や病の身にあった。ある日、新たに雇い入れた庭師クレイトンを見そめたホエールは、自分が描く絵のモデルになって欲しいと申し出る。

## キャスト
| 役名                   | 俳優                           | 日本語吹替 |
| ---------------------- | ------------------------------ | ---------- |
| ジェームズ・ホエール   | イアン・マッケラン             | 大木民夫   |
| クレイトン・ブーン     | ブレンダン・フレイザー         | 置鮎龍太郎 |
| ハンナ                 | リン・レッドグレイヴ           | 竹口安芸子 |
| ハリー                 | ケヴィン・J・オコナー          |            |
| ベティ                 | ロリータ・ダヴィドヴィッチ     | 百々麻子   |
| デヴィッド・ルイス     | デヴィッド・デュークス         |            |
| ドワイト               | マーク・キーリー               | 乃村健次   |
| エルザ・ランチェスター | ロザリンド・エアーズ           |            |
| ジョージ・キューカー   | マーティン・フェレロ           |            |
| マーガレット王女       | コーネリア・ヘイズ・オハーリー |            |
| ボリス・カーロフ       | ジャック・ベッツ               |            |

## 評価
レビュー・アグリゲーターのRotten Tomatoesでは68件のレビューで支持率は96%、平均点は8.40/10となった。Metacriticでは32件のレビューを基に加重平均値が74/100となった。

## 受賞
- 第71回アカデミー賞　脚色賞
- ゴールデングローブ賞 助演女優賞
- インディペンデント・スピリット賞　作品賞、主演男優賞、助演女優賞
- ナショナル・ボード・オブ・レビュー　作品賞、主演男優賞
- ロサンゼルス映画批評家協会賞　男優賞、音楽賞
- ロンドン映画批評家協会賞　助演女優賞
- トロント映画批評家協会賞　主演男優賞
- シカゴ映画批評家協会賞　主演男優賞
- クリティクス・チョイス・アワード　主演男優賞
- サン・セバスティアン国際映画祭　主演男優賞
- ドーヴィル映画祭　批評家賞